# 鄭成玉
鄭成玉（1974年8月18日—）是朝鮮著名運動員，在1999年於西班牙第七屆世界田徑錦標賽奪得女子馬拉松冠軍，成為朝鲜名人，有「共和國英雄」和「人民体育人」的榮譽。而且朝鮮媒體更加稱讚鄭成玉為「馬拉松女王」。鄭成玉現任朝鮮田徑協會副秘書長。
鄭成玉是2008年夏季奧林匹克運動會聖火傳遞在朝鲜平壤市的火炬手之一，負責尾站傳遞。

## 外部連結
- 鄭成玉在的頁面
- 朝鮮火炬手[]